# Zimmer mit Aussicht (Film)
Zimmer mit Aussicht (A Room with a View) ist ein britischer Spielfilm von James Ivory aus dem Jahr 1985. Das Drehbuch schrieb Ruth Prawer Jhabvala nach dem Roman Zimmer mit Aussicht von E. M. Forster aus dem Jahr 1908. In den Hauptrollen sind Maggie Smith, Helena Bonham Carter, Denholm Elliott, Julian Sands, Daniel Day-Lewis und Judi Dench zu sehen.

## Handlung
Die Engländerin Lucy Honeychurch besucht im Frühjahr 1907 gemeinsam mit ihrer Verwandten Charlotte Bartlett, die ihr als Anstandsdame zugesellt wurde, Florenz. Als die beiden sich beim gemeinsamen Abendessen in ihrer Pension darüber enttäuscht zeigen, dass ihre Zimmer ihnen nicht, wie erwartet, einen Ausblick auf den Arno ermöglichen, bieten der freigeistige Landsmann Mr. Emerson und sein Sohn George ihnen ihre Zimmer an. Aus den Zimmern der Herren Emerson kann man die Stadt und den Arno sehen. Charlotte empfindet das Angebot als unerträgliche Formverletzung, wenn nicht als Annäherungsversuch. Erst der zufällig ebenfalls in der Pension wohnende Reverend Beebe, der die Pfarrei in Lucys Heimatgemeinde übernehmen wird, überredet Charlotte, das Angebot der Emersons doch anzunehmen und die Hotelzimmer zu tauschen.
Als Lucy einen Ausflug ins Zentrum von Florenz unternimmt, wird sie Zeugin einer tödlichen Messerstecherei, was bei ihr einen Ohnmachtsanfall auslöst. Der ebenfalls anwesende George Emerson fängt Lucy auf und kümmert sich um sie. Während eines Ausflugs einiger Pensionsgäste nach Fiesole finden sich George und Lucy plötzlich alleine in einem Kornfeld wieder. Er gibt ihr aus einem Impuls heraus einen leidenschaftlichen Kuss, was von Charlotte Bartlett beobachtet wird. Die alte Jungfer, die in ihrer Jugend einmal eine ähnliche Romanze mit unglücklichem Verlauf hatte, bewirkt den sofortigen Abbruch der Reise. Lucy und Charlotte schwören sich gegenseitig, niemandem von dem Kuss zu erzählen, fürchten aber zugleich, dass George die romantische Begebenheit weitererzählen werde.
Zurück in England in Surrey, geht Lucy eine Verlobung mit dem wohlhabenden Ästheten Cecil Vyse ein. Lucy versucht, ein leerstehendes Landhaus von Sir Harry Otway in der Nachbarschaft an zwei alte Damen, die Alans, die sie in Florenz kennengelernt hat, zu vermieten. Sie wird aber von Cecil übergangen, der zufällig die Emersons in London trifft und ihnen das Haus besorgt. Lucy ist die erneute Wiederbegegnung mit George unangenehm, zumal dieser ihr überraschendes Wiedersehen als Wink des Schicksals sieht und sie erneut küsst. Charlotte muss Lucy gestehen, dass sie ihr Geheimnis an die befreundete Schriftstellerin Eleanor Lavish verraten hat, die in ihrem neuen Liebesroman – welchen Cecil ohne jeden Argwohn liest – die italienische Urlaubsromanze zwischen George und Lucy nachbildet.
Lucy erkennt, dass der vitale und leidenschaftliche George ihr nicht gleichgültig ist, und löst die Verlobung mit dem ebenso geistvollen wie manierierten, aber langweiligen Cecil Vyse. Lucy verschweigt jedoch eisern den Grund dafür, nämlich dass sie sich in George verliebt hat, und täuscht vor, sie wolle mit den Alan-Schwestern nach Griechenland reisen. Erst dem Eingreifen von Georges Vater gelingt es, Lucys Lügengebäude zu zerstören. Unter Tränen gesteht sie ihm ihre Liebe zu George. Die beiden heiraten und fahren in die Flitterwochen nach Florenz, wo sie sich am Fenster des Zimmers küssen, das die Emersons bei der ersten Florenz-Reise Lucy und ihrer Anstandsdame abgetreten hatten.

## Produktionsnotizen
Zimmer mit Aussicht wurde in England und in Florenz gedreht. Ann Wingate betreute den Film als Produktionsmanagerin. Die Produktion des Films kostete etwa drei Millionen US-Dollar. Er spielte alleine in den Kinos der USA 21 Millionen US-Dollar ein, was bedeutet, dass er ein kommerzieller Erfolg war. Der Film brachte Helena Bonham Carter den Durchbruch als Filmschauspielerin. Regisseur James Ivory verfilmte in den folgenden Jahren mit Maurice (1987) und Wiedersehen in Howards End (1992) noch zwei weitere Romane von E. M. Forster erfolgreich. Zwischen Judi Dench und Ivory kam es während der Dreharbeiten zum Streit, unter anderem weil er ihr vorschlug, die Figur der Schriftstellerin als Schottin zu spielen.
Die als Filmmusik verwendeten Opernarien wurden von Kiri Te Kanawa und dem London Philharmonic Orchestra unter John Pritchard eingespielt: „Chi il bel sogno di Doretta“ aus „La rondine“ sowie „O mio babbino caro“ aus der Oper „Gianni Schicchi“, die in Florenz spielt. Beide Opern stammen von Giacomo Puccini. Mehrmals klingt auch das Hauptthema („Firenze è com’un albero“) aus „Gianni Schicchi“ orchestral auf.
Der Kinostart des Films in der Bundesrepublik Deutschland war am 27. November 1986. Im deutschen Fernsehen war er erstmals am 9. Oktober 1988 im Abendprogramm der ARD zu sehen.

## Synchronisation
Die Synchronisation entstand 1986 Berliner Synchron nach Dialogbuch und Synchronregie von Mina Kindl.
| Rolle              | Schauspieler         | Dt. Synchronstimme       |
| ------------------ | -------------------- | ------------------------ |
| Charlotte Bartlett | Maggie Smith         | Bettina Schön            |
| Lucy Honeychurch   | Helena Bonham Carter | Melanie Pukaß            |
| Mr. Emerson        | Denholm Elliott      | Friedrich W. Bauschulte  |
| George Emerson     | Julian Sands         | Thomas Petruo            |
| Reverend Mr. Beebe | Simon Callow         | Helmut Gauß              |
| Reverend Mr. Eager | Patrick Godfrey      | Eric Vaessen             |
| Eleanor Lavish     | Judi Dench           | Marianne Groß            |
| Cevil Vyse         | Daniel Day-Lewis     | Hubertus Bengsch         |
| Mrs. Honeychurch   | Rosemary Leach       | Kerstin Sanders-Dornseif |
| Freddy Honeychurch | Rupert Graves        | Stefan Krause            |

## Auszeichnungen
Der Film wurde 1987 mit dem Oscar in den Kategorien Bestes adaptiertes Drehbuch, Bestes Kostümdesign und Bestes Szenenbild ausgezeichnet. James Ivory, Denholm Elliott, Maggie Smith, Ismail Merchant und Tony Pierce-Roberts wurden für den Oscar nominiert.
Der Film gewann 1987 den BAFTA Award für die Darstellungen von Maggie Smith und Judi Dench, als Bester Film sowie für das Produktionsdesign und für die Kostüme. Zu den neun Nominierungen für den BAFTA Award gehörten jene für James Ivory, Ruth Prawer Jhabvala, Simon Callow, Denholm Elliott und Rosemary Leach.
Maggie Smith gewann 1987 den Golden Globe Award. James Ivory und der Film als Bestes Drama wurden für den gleichen Preis nominiert.
Der Film gewann 1987 den Independent Spirit Award und den London Critics Circle Film Award. James Ivory gewann 1987 den David di Donatello in zwei Kategorien und den Sant Jordi Award; er wurde 1987 für den Directors Guild of America Award nominiert. Tony Pierce-Roberts wurde 1986 für den British Society of Cinematographers Award nominiert; 1987 folgte die Nominierung für den American Society of Cinematographers Award. James Ivory und Tony Pierce-Roberts gewannen 1987 den Evening Standard British Film Award. Ruth Prawer Jhabvala gewann 1987 den Writers Guild of America Award.
Die Deutsche Film- und Medienbewertung FBW in Wiesbaden verlieh dem Film das Prädikat wertvoll.
Das British Film Institute wählte Zimmer mit Aussicht im Jahr 1999 auf Platz 73 der besten britischen Filme aller Zeiten.

## Kritiken
Der Filmkritiker Roger Ebert schreibt in der Chicago Sun-Times vom 4. April 1986, dass der Film das britische Klassensystem angreife. Er lobt die Darstellungen von Maggie Smith, Denholm Elliott und Julian Sands.
Adolf Heinzlmeier und Berndt Schulz bewerten den Film in ihrem Lexikon „Filme im Fernsehen“ (1990) als sehr gut und schreiben: „Die Exposition des Films ist brillant und die weitere Durchführung ebenbürtig. Ein vor Witz, Subtilitäten und wunderschönen Bildmotiven überquellendes Zeugnis der Potenzen des neuen britannischen Films der 80er Jahre.“
Dieter Krusche bezeichnet den Film in Reclams Filmführer als „ein Meisterwerk behutsamer Präzision“. Ivory habe „sich seiner literarischen Vorlage mit spürbarem Respekt genähert“; es sei „ihm dabei gelungen, ihre Vielschichtigkeit zu bewahren und ihre literarischen Qualitäten unmittelbar ins Bild zu übertragen“.
Siegfried Schober schreibt 1986 in seiner Rezension in der Zeit, der Film sei „eigentlich unmöglich und doch ein Hochgenuß“. Laut Schobers Kritik bebildert der Film „sämtliche Italienklischees […] in herrlichen Farbstimmungen, aber man läßt [sic] es sich gefallen, weil es Sinn macht, weil sanft ein Bürgertum auf die Schippe genommen wird, das diesen Schmelz und Schmus kultivierte.“ Weiterhin schreibt er in seiner Filmrezension: „Im ersten Teil, dem Italienstück, hatte der Film einen fast lässigen Ausflugscharakter, etwas Flanierendes; im zweiten Teil, in England, gewinnt er an Komplexität, eine ausgereifte Gesellschaftskomödie entwickelt sich. […] Durch den Kontrast zwischen dem romantischen Vitalisten George Emerson und dem intellektuellen Snob Cecil Vyse erhält der Film seine tiefere Bedeutung. Die Liebesgeschichte um Miss Honeychurch ist dabei nur Mittel zum Zweck. Emerson steht für das heftige Gefühl, für die Nähe zur Natur und für das grüblerische Temperament, während Vyse die Verfeinerung, die Distanz und auch die Lebensfremdheit repräsentiert. Ganz simpel ist der Konflikt zwischen Natur und Kultur, den der Film in vielerlei Variationen augenfällig macht“.
Das Lexikon des internationalen Films schreibt: „Die zarte Geschichte eines sich öffnenden Herzens geht in einer atmosphärisch wie psychologisch stimmigen Inszenierung und Darstellung eine schlüssige Verbindung mit einer ironischen Studie englischer Mentalität und Begegnung mit einer fremden Kultur ein. Zugleich eine Liebeserklärung an das ausgehende viktorianische Zeitalter.“